# Курильское
Кури́льское или Кури́льское о́зеро — вулканическое озеро внутри крупной кальдеры в южной части полуострова Камчатка, на территории Южно-Камчатского федерального заказника. Относится к Усть-Большерецкому району Камчатского края России. Объём воды — 14,2 км³. Площадь поверхности — 77,1 км². Высота над уровнем моря — 81,0 м. Площадь водосборного бассейна — 392 км². В Курильском озере вылавливается больше лососей, чем на рыбных промыслах всей Европы.

## Название

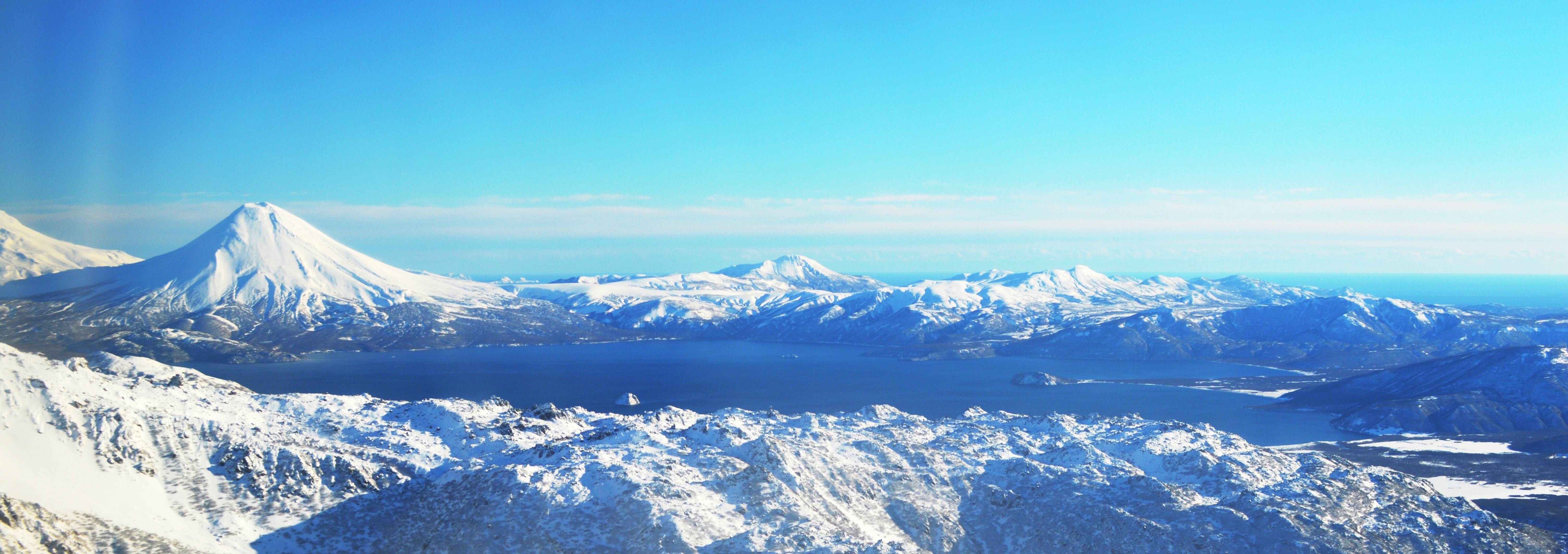
Озеро Курильское

Название дано И. П. Козыревским около 1711 года, оно происходит от имени одного из племён камчатских айнов — курилов, живших в то время около озера.
С. П. Крашенинников в книге «Описание земли Камчатки» приводит также местное название озера — Ксуй или Ксуай.

## Предание
По преданию первоначально на месте Курильского озера был остров Алаид, один из Курильских островов. Но был он самой высокой горой и заслонял свет своим соседям. И соседние горы изгнали его за это. В других источниках говорится, что он был изгнан за красоту. Так вот, уходя с Камчатки то ли от любви к одной из соседних гор, то ли от любви к Камчатке, Алаид вырвал своё каменное сердце и оставил его на Камчатке в самом центре Курильского озера, а сам ушёл в Охотское море. И сейчас в хорошую погоду с Алаида можно увидеть то место, откуда ему пришлось уйти, но где до сих пор находится его каменное сердце.
Есть еще одна легенда. Алаид был добрым великаном, который жил рядом с Курильским озером. За свою храбрость и справедливость он не нравился злым духам, которые затеяли против него битву. В ней великан погиб, злой шаман бросил его тело в море, а сердце — в озеро.
С геологической точки зрения это, конечно же, неверно, так как Курильское озеро — это кальдера, образовавшаяся примерно 11 000 лет назад. Сформировалась она с результате одного из сильнейших голоценовых извержений на Камчатке, от которого в районе самого озера образовались мощнейшие пемзовые отложения (кутхины баты), а во время самого извержения пепел летел в ту сторону, где ныне находится город Магадан и где до сих пор остался слой пепла в несколько сантиметров, погребённый под почвой. Остров же Алаид является самостоятельным вулканом.

## Исторические сведения
Первое описание озера было составлено Г. Стеллером в 1740 году. В 1908 и 1909 годах экспедицией Ф. П. Рябушинского проведено подробное исследование водоёма.

## Гидрография

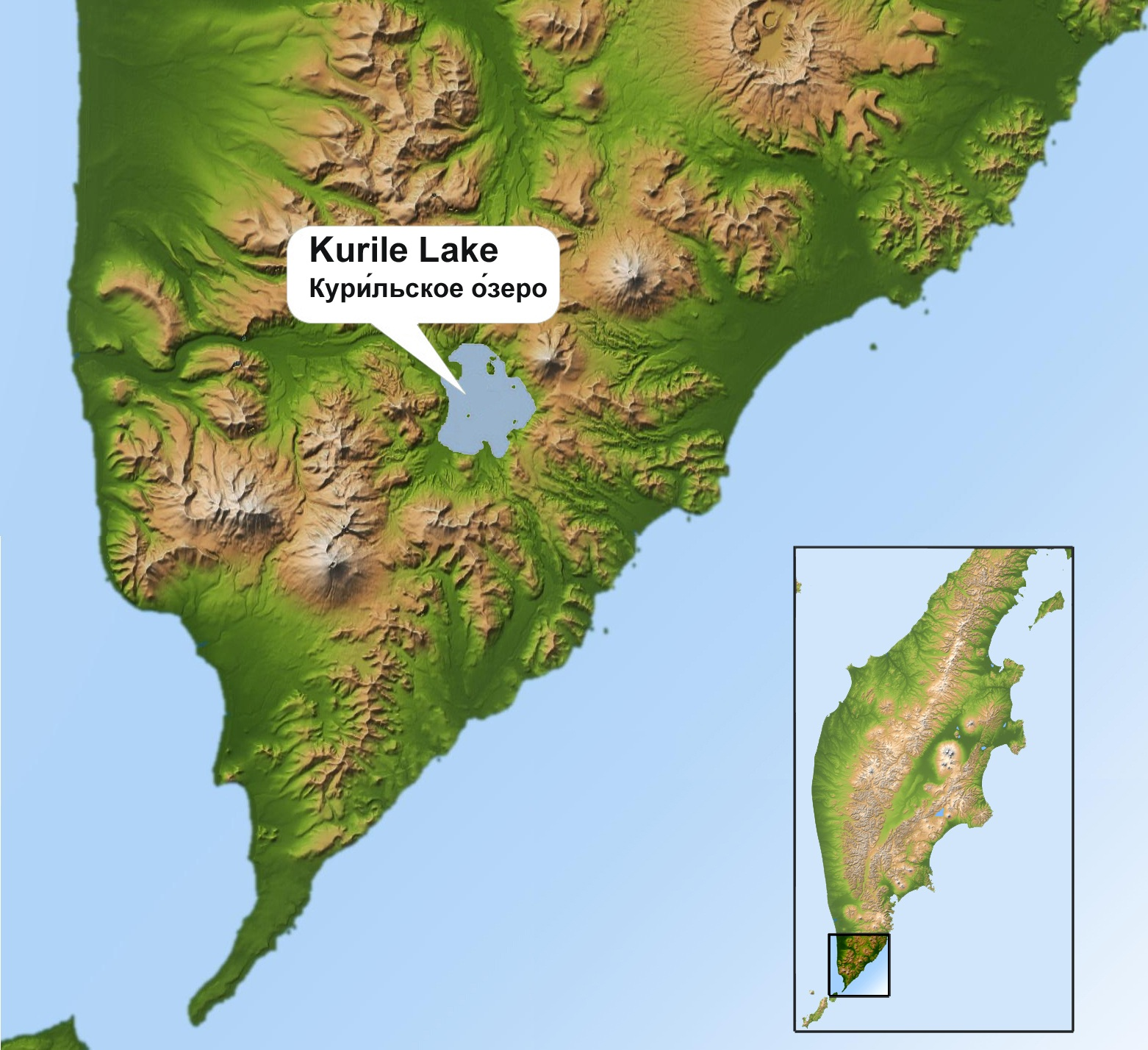
Курильское озеро на карте южной части полуострова Камчатка

Является третьим по площади озером Камчатки и занимает 77 км². Средняя глубина 195 м, максимальная глубина 316 м. Питание снеговое и дождевое. Размах колебаний уровня 1,3 м (наивысшие уровни в мае — июне, низшие — в апреле). Средняя температура воды у берегов в сентябре 7,6 °C, максимальная 10,8 °C.
На северо-восточном берегу находится вулкан Ильинская сопка. На озере несколько островов, крупнейшие из которых Саманг (0,66 км²), Чаячий, Сердце, Низкий и Глиняный. На юге в озеро вдаётся мыс Тугумынк, а на северо-западе — мыс Пуломынк. На берегу бухты Тёплая на востоке озера выходы минеральных горячих вод. Берега озера представляют собой галечниковые пляжи, над которыми возвышаются сопки.
В озеро впадает несколько рек и ручьёв: Этамынк, Хакыцин, Выченкия, Кирушутк, Гаврюшка, Оладочный ручей и другие. Вытекает река Озерная, впадающая в Охотское море.
Испарение с поверхности составляет 0,294 км³/год. Озеро относится к водоёмам с замедленным водообменом. Время полного водообмена составляет в среднем 17,4 года.

## Флора и фауна
Самое значительное нерестилище нерки (Oncorhynchus nerka Walbaum) в Азии (а, возможно, и в мире). Ежегодно численность заходящей нерки составляет около 3 млн особей. Учётом заходящих в озеро рыб и наблюдением за молодью занимается наблюдательная станция КамчатНИРО, которая располагается на западном берегу озера. На берегах озера нередко можно встретить бурого медведя (постоянное поголовье по берегам достигает 200 и более особей).
Территория Южно-Камчатского федерального заказника, как и Кроноцкого государственного заповедника, включена в Список природного наследия ЮНЕСКО в 1996 году в составе вулканов Камчатки.

## Происшествия
12 августа 2021 года на озере потерпел крушение пассажирский вертолёт Ми-8, авиакомпании "Витязь-Аэро". Всего на борту было 13 туристов и 3 члена экипажа. В результате инцидента погибли восемь человек. Еще восьмерым удалось спастись. По словам выживших, вертолёт очень быстро пошёл на дно и спаслись в основном те, кто сумел очень быстро отстегнуться, не был пристёгнут или его выбросило из кресла. Плюс выживших спасли раскрывшиеся при ударе о воду створки грузового люка с задней части фюзеляжа и люди не оказались заперты внутри. Спастись у остальных не было возможности из-за очень большой глубины озера (более 300 метров). Несмотря на сплошной туман над озером и холодную воду, погибших не стало больше из-за того, что лодки спасателей и стороны,  встречающей вертолёт с туристами, услышали его приближение и звук похожий на удар о воду, а затем сразу направились на звук и быстро смогли достать выживших из воды.

## Галерея

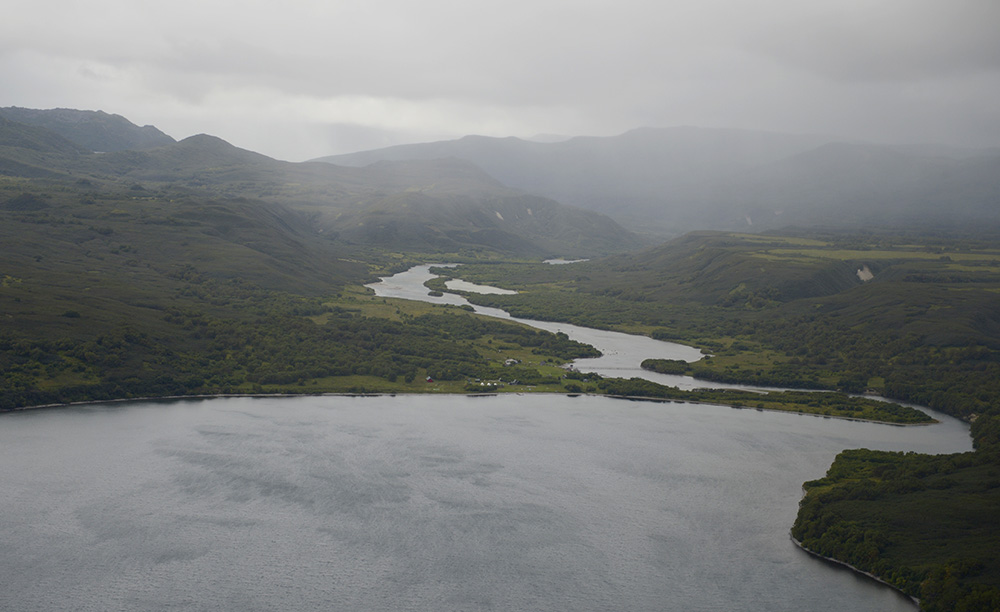
Исток реки Озерной
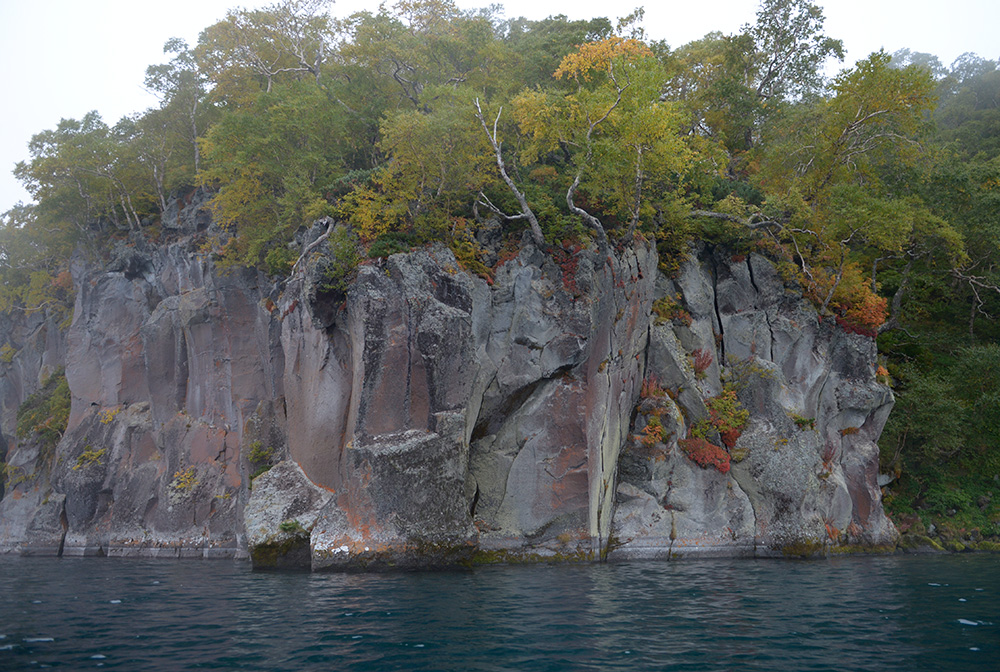
Скалы на острове Саманг
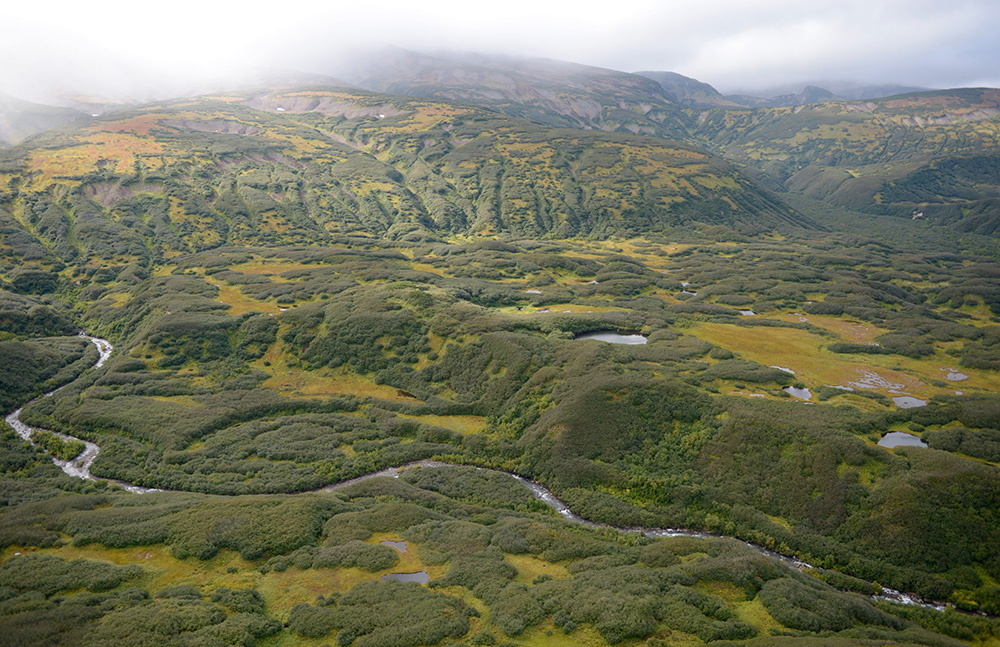
Река Хакыцин
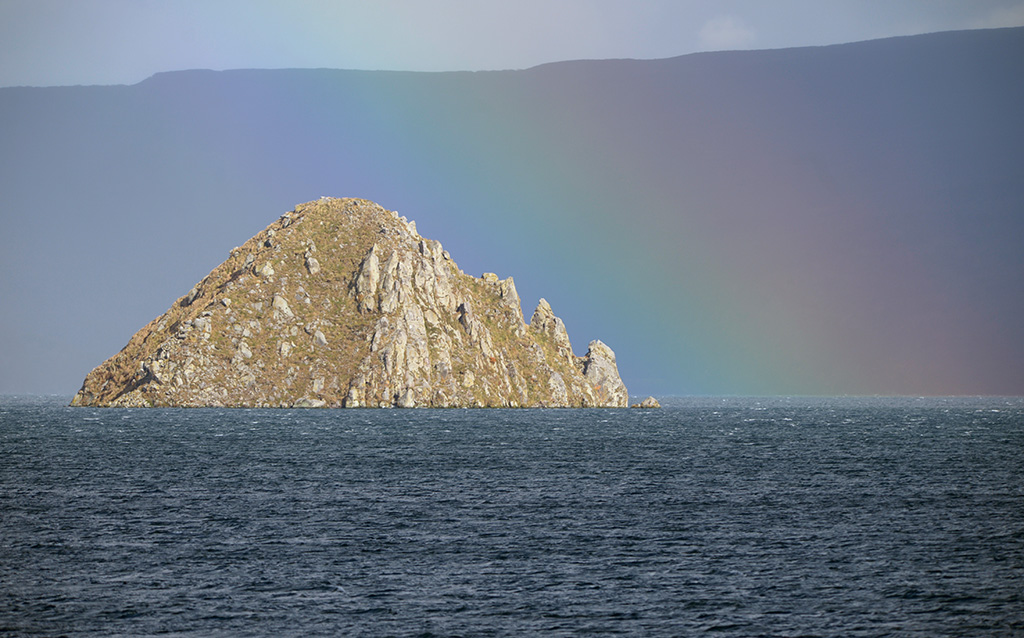
Сердце Алаида — остров Курильского озера
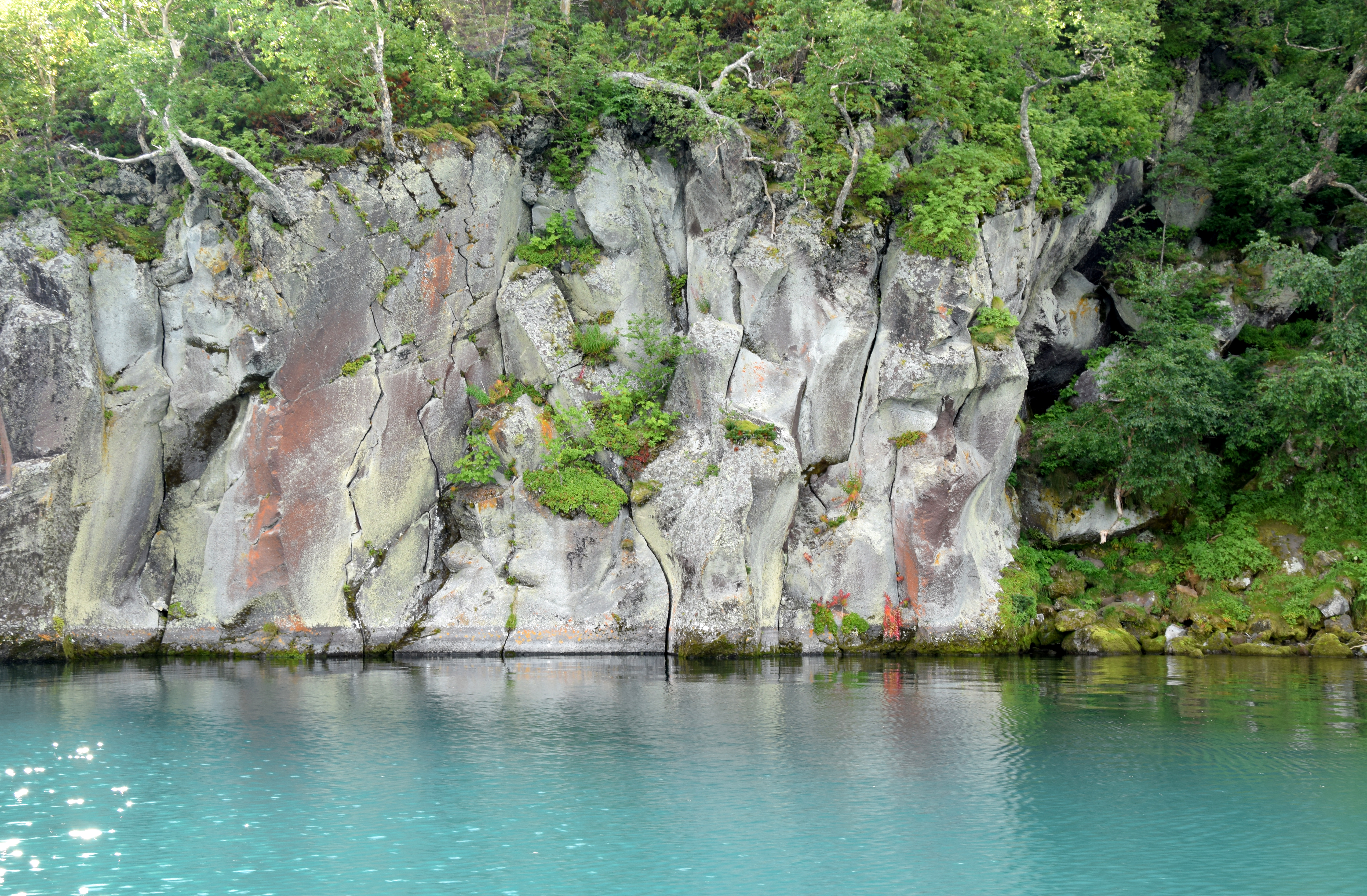
Скалы на острове Сердце Алаида